# Apochthonius moestus
Apochthonius moestus är en spindeldjursart som först beskrevs av Banks 1891.  Apochthonius moestus ingår i släktet Apochthonius och familjen käkklokrypare. Inga underarter finns listade i Catalogue of Life.